# Ni Noma
Ni Noma es una película tanzana de 2016 protagonizada por Elizabeth Michael, Isarito Mwakalikamo y Kulwa Kikumbe. Fue rodada en la ciudad de Dar es-Salam y producida por Proin Promotions Tanzania Ltd.

## Sinopsis
Angela es una joven hermosa que usa su belleza para llevar un estilo de vida fastuoso estafando a los hombres. Un día su fortuna se va de repente y Angela decide llevar el juego de la estafa al siguiente nivel consiguiendo un trabajo en una empresa corporativa seduciendo al jefe. Sin ninguna de las habilidades para las que fue contratada, confía en un inteligente guardia de seguridad llamado Steve para hacer su trabajo de oficina. De lo que no se da cuenta es que su pasado está a punto de alcanzarla y cambiar su vida para siempre.

## Reparto principal
- Elizabeth Michael es Angela
- Isarito Mwakalikamo es Steven
- Kulwa Kikumba es Daniel